# ЖОК Јединство Ужице
Одбојкашки клуб Јединство је женски одбојкашки клуб из Ужица, Србија. Клуб је основан 1968. године и тренутно се такмичи у Суперлиги Србије.

## Историја
Клуб је основан 1968. године, када је кренуо са такмичењем у јуниорској лиги Србије, да би 1969. ушао у јединствену Српску лигу. Први трофеј Јединство је освојило као првак пионирског првенства Србије 1971. године. Следеће 1972. Јединство се као првак Српске лиге пласирало у Прву лигу, али због слабих услова за рад и неискуства тамо се задржало само једну сезону. Као првак Српске лиге Јединство је поново 1974. ушло у Прву лигу, где се кратко задржало и убрзо се опет вратило у Српску лигу. У Српској лиги се такмичило до 1978, када се пласирало у новоформирану Другу савезну лигу.
Из Друге савезне лиге Јединство је испало 1980. и наредних десет година се такмичило у Српској лиги. 1990. се враћа у Другу савезну лигу, а у првој сезони је освојило прво место и пласирало се у виши ранг, тако да се од 1991. Јединство такмичило у Првој савезној лиги Југославије.
Након распада СФРЈ Јединство је са такмичењем наставило у националним такмичењима СР Југославије, и кроз деведесете године 20. века постало доминантно на домаћој сцени. Јединство је 1993. освојило први трофеј Купа СР Југославије, на финалном турниру играном у Ужицу, а наредне 1994. и прву титулу у националном првенству. Јединство је 1995. имало први наступ у међународним такмичењима, играло је у квалификацијама за Лигу шампиона. Након 1994. Јединство је успело да освоји седам титула националног првака заредом, све до 2001. године, а низ је 2002. прекинула Црвена звезда. У Купу је 1994. успело да одбрани трофеј, следеће 1995. је изгубило у финалу од Поштара, а затим је од 1996. до 2000. освојило пет трофеја Купа заредом. Јединство је 2001. и 2002. поражено у финалима Купа СРЈ, а до следећег трофеја Купа, сада већ Купа Србије и Црне Горе, стиже 2003. године.
Највећи успех у европским такмичењима Јединство је у остварило у сезони 2001/02. Топ тимс купа (од 2007. ЦЕВ купа), другог по јачини клупског такмичења ЦЕВ-а. На финалном турниру Топ тимс купа одржаном у Бакуу у Азербејџану, Јединство је у полуфиналном окршају победило бечки Телеком са 3:1 у сетовима, да би у финалу изгубило од домаће екипе Азеррејл Бакуа са 3:0.
Након четири године без титуле, Јединство је 2005. освојило нову титулу у националном првенству, укупно девету. Након раздвајања Србије и Црне Горе 2006. године Јединство је са такмичењем наставило у Суперлиги Србије. Последњи значајнији резултат клуб је остварио у сезони 2006/07., када је стигао до финала плеј-офа, где је у поражен од Поштара са 3:1 у победама. Следеће три сезоне Јединство се грчевито борило за опстанак у Суперлиги Србије, јер је од 2007/08. до 2009/10. играло у мини лиги за опстанак. Јединство је у сезонама 2010/11. и 2011/12. изборило учешће у плеј-офу, али је оба пута поражено већ у четвртфиналу.

## Трофеји
- Национално првенство (9):
  - Првенство СР Југославије (8): 1993/94, 1994/95, 1995/96, 1996/97, 1997/98, 1998/99, 1999/00, 2000/01.
  - Првенство Србије и Црне Горе (1): 2004/05.
- Национални куп (8):
  - Куп СР Југославије (7): 1993, 1994, 1996, 1997, 1998, 1999, 2000.
  - Куп Србије и Црне Горе (1): 2003.

### Међународни успеси
- Топ тимс куп:
  - Финалиста (1): 2001/02.

## Познате играчице
- Ана Антонијевић
- Јована Весовић
- Мира Голубовић
- Наташа Крсмановић
- Јасна Мајсторовић
- Тијана Малешевић
- Сања Старовић
- Сузана Ћебић
- Весна Читаковић
- Сања Старовић
- Катарина Димитријевић
- Светлана Илић